# Cayo Servilio Axila
Cayo o Gayo Servilio Axila  fue un político y militar romano del siglo V a. C. perteneciente a la gens Servilia.

## Familia
Axila fue miembro de los Servilios Ahalas, una de las más antiguas familias patricias de la gens Servilia. Estaba considerado el antepasado de los Servilios Cepiones.

## Carrera política
Ocupó el consulado en el año 427 a. C., cuando los tribunos de la plebe impusieron que la declaración de guerra contra Veyes, que había violado una tregua anterior, fuese decidida por el pueblo. Los romanos enviaron a los veyentes una delegación de feciales para formalizar las hostilidades.
Fue elegido tribuno consular en tres ocasiones. La primera vez, en el año 419 a. C., hubo una conjura de esclavos que pretendía incendiar Roma, pero se evitó por la denuncia de dos esclavos. Siendo al año siguiente tribuno consular por segunda vez, unos embajadores de Tusculum se presentaron ante él y sus colegas anunciando que los labicanos, que ya habían mostrado una actitud equívoca el año anterior, y los ecuos habían saqueado su territorio e instalado un campamento en el monte Álgido. El Senado declaró la guerra a los labicanos. Como ninguno de los tribunos militares quería quedarse a cargo de la ciudad, Quinto Servilio Prisco Fidenas declaró que Axila se ocuparía de la ciudad. Más adelante, cuando Prisco fue nombrado dictador debido a la desastrosa conducción de la guerra, escogió a Axila para que fuese su magister equitum. Su tercer tribunado consular, en el año 417 a. C., se caracterizó por los desórdenes civiles motivados por las leyes agrarias.
Las fuentes discrepan respecto al cognomen de Servilio, puesto que Tito Livio llama al tribuno consular «Estructo» (y solo menciona dos cargos) y los Fasti Capitolini le dan el nombre «Axila» con tres tribunados consulares.